# Övre Bränntjärnen
Övre Bränntjärnen är en sjö i Härnösands kommun i Ångermanland och ingår i Gådeåns huvudavrinningsområde. Sjöns area är 0,026 kvadratkilometer och den befinner sig 209 meter över havet.